# Albert-Ferdinand Le Dru
Pour les articles homonymes, voir Dru.
Albert-Ferdinand Le Dru, né à Paris le 17 février 1848 et mort à Paris 16e le 11 avril 1923, est un peintre et un banquier français.
Élève du peintre de genre et de sujets militaires Louis-Antoine Tiremois, il est connu comme peintre de sujets militaires. Il travaille également avec Bonnat et Detaille.
Il expose au Salon à partir de 1876 et obtiendra en 1894 une médaille de troisième classe pour sa représentation du Siège de Lille en 1792 (le capitaine Ovigneur commandant les canonniers reste stoïque alors qu'on lui apprend que sa maison est en feu). Capitaine d'infanterie territoriale, il est fait chevalier de la Légion d'honneur en 1907.

## Œuvres connues
- Défense de Fontenelle
- Théophile et Félicité de Fernig, aides de camp de Dumouriez
- Le Duc de Chartres à la bataille de Jemappes
- Soldats de la révolution
- Siège de Lille en 1792 (le capitaine Ovigneur commandant les canonniers reste stoïque alors qu'on lui apprend que sa maison est en feu)
- La légion bretonne à Courcelles, huile sur toile, 1883, 110 x 180 cm.
- Épisode de la bataille de Wissembourg toile de 132x201
- Prise d'une barricade
- Mort de Desaix à Marengo, œuvre exposée au salon des artistes français de 1901. Sa localisation actuelle est inconnue.